# 富士製鐵
富士製鐵株式会社（ふじせいてつ、英: Fuji Iron & Steel Co., Ltd.、旧字体：富士製鐵株式會社）は、かつて存在した日本の鉄鋼メーカー（高炉メーカー）である。略称は富士鉄（富士鐵、ふじてつ）。
1950年（昭和25年）に、財閥解体により解体された日本製鐵（日鉄）の後継会社の一つとして発足。同じく日鉄の後継会社であった八幡製鐵と1970年（昭和45年）に合併し、新日本製鐵（新日鉄、現・日本製鉄）となった。

## 概要
前身の日本製鐵（日鐵）は財閥解体の対象となり、過度経済力集中排除法（集排法）の適用を受けて1950年（昭和25年）4月に解体された。日鐵解体に伴って発足した後継会社の一つがこの富士製鐵である。日鉄の鉄鋼部門を引き継いだ高炉メーカーで、粗鋼生産量は日本第2位、同じく日鉄の後継会社である八幡製鐵と並ぶ規模の大手高炉メーカーであった。
製鉄所は日鐵から継承した広畑・室蘭・釜石と、系列高炉メーカーの東海製鐵の合併により、1967年（昭和42年）に加わった名古屋の計4か所。長らく広畑を主力としたが、末期には名古屋が生産規模の上では広畑を凌いだ。いずれも銑鋼一貫製鉄所で、銑鉄や鋼材の製造・販売を主力の事業とした。鉄鋼業の指標となる粗鋼の生産量は発足当初は90万トン（1950年度実績）に過ぎなかったが、3度にわたる設備拡張計画で1969年度には約17倍の1500万トンに達した。製品面でも、この間に汎用鋼材のみから表面処理鋼板や高張力鋼、電磁鋼などの高級鋼材の生産も可能になった。事業はこれらの鉄鋼の製造のほかにも、橋梁・配管工事や建築物の建設、化成品の製造・販売も行っていた。
1968年（昭和43年）に、八幡製鐵との合併を発表する。合併によって巨大高炉メーカーが発足するために混乱があったが、2年後の1970年（昭和45年）3月に八幡製鐵と合併、新日本製鐵（新日鐵）として発足した。この合併では、手続上は八幡製鐵が存続会社となって新日本製鐵に社名を変更し、富士製鐵は解散したという形を採っている。

## 沿革

### 概略

#### 発足
1950年（昭和25年）4月1日、日本製鐵（日鐵）の解体に伴って、八幡製鐵・日鐵汽船（現・NSユナイテッド海運）・播磨耐火煉瓦（現・黒崎播磨）の後継会社3社とともに富士製鐵は発足した。
前身の日鉄は、1934年（昭和9年）に官営八幡製鉄所を中心に官民の製鉄業者を合同（＝製鉄合同）して発足した企業である。法律で規定された国策会社で、日本の鉄鋼生産量の大部分を生産する巨大企業であったが、その規模ゆえに太平洋戦争後の占領下で財閥解体の対象となり、過度経済力集中排除法（集排法）の適用を受けた。1948年（昭和23年）12月に解体が決定、その1年半後に日鉄解体が実施され、富士製鐵と上記企業の計4社が発足した。富士製鐵は輪西製鐵所・釜石製鐵所・広畑製鐵所・富士製鋼所（発足時に川崎製鋼所に改称）を継承し、八幡製鐵所は八幡製鐵に継承された。
発足時の富士製鐵は、銑鉄生産能力が日本国内第1位、粗鋼・鋼材の生産能力が八幡製鐵に次ぐ国内第2位であった。しかし、銑鉄の生産能力が鋼材の生産能力に対して約2倍と過大であるという欠点を抱いていた。この欠点は、前身の日鉄が国内の鉄鋼業者に銑鉄や半製品を供給するという役割を持っていたためである。日鉄の主力製鉄所であり銑鉄・鋼材を比較的バランスよく生産していた八幡製鐵所を継承せず、銑鉄中心で少量の鋼材しか生産しない製鉄所を継承したことでより顕著になっていた。また、高級鋼材の生産拠点が八幡であったために、付加価値の高い製品を生産することができなかった。

#### 1950年代前半
富士製鐵はまず、戦後復興と生産品のアンバランスの解消を目標に企業活動を始めた。その最初の計画が「第1次合理化」計画である。
第1次合理化は、1951年度（昭和26年度）から1955年度（昭和30年度）までの5年間の経営計画として実施された。朝鮮戦争の特需と、その後の民間投資の拡大による鉄鋼の需要増に対応するため、生産規模を従来の2倍、粗鋼生産量を年間147万トンとすることを目標とした。実施された施策は、主に戦時中や終戦直後の混乱で休止していた各工場の設備の復旧である。重点的に設備が拡張されたのは日鉄解体の直前に操業を再開したばかりの広畑製鐵所で、従来の連続式熱間圧延機に加えて、連続式冷間圧延機や連続式溶融亜鉛めっき設備が整備された。その他にも、1951年に輪西製鐵所から改称した室蘭製鐵所では、老朽化した輪西町工場が解体され、日鉄時代に建設された新鋭の仲町工場への生産設備統合が完成した。釜石製鐵所ではそれまで八幡製鐵所が生産を独占していた鉄道用の重軌条の生産を開始した。
これらの施策の実施により、1955年度には粗鋼生産量が年間188万トンとなり、銑鉄と鋼材の生産比率のアンバランスも鋼材の生産拡大により改善された。また、冷延鋼板や亜鉛めっき鋼板などの生産を開始したため製品も従来より高付加価値化した。
この間、1954年8月9日、室蘭製鉄所に昭和天皇、香淳皇后の行幸啓があった。

#### 1950年代後半
第1次合理化に続いて、1956年度（昭和31年度）から1960年度（昭和35年度）までの5年間の計画として「第2次合理化」が実施された。日本の高度経済成長や、重化学工業分野の発展とそれに伴う鉄鋼の需要拡大に対応するものである。第1次合理化に引き続いて生産比率のアンバランス是正と、技術革新、特に転炉製鋼法の導入による生産拡大が目指された。
銑鉄部門では、各製鉄所において高炉の拡大が実施された。特に、広畑製鐵所では従来の日産1000トンの高炉よりも大型の日産1500トン高炉が新設された。製鋼部門では広畑製鐵所の拡張が中心で、会社初の転炉と電気炉が設置された。圧延部門では、室蘭製鐵所の連続式熱間圧延機新設や、広畑製鐵所の電気亜鉛めっき設備とブリキ設備の新設があり、高張力鋼・耐候性鋼も導入されて生産品種が広がった。釜石製鐵所では鋼矢板、川崎製鋼所では軽量形鋼の生産が開始され、建材の品種も拡大した。
第2次合理化の結果、1960年度の粗鋼生産量は年間484万トンとなった。鋼材の生産拡大により、銑鉄・半製品（鋼片）の売上高が全売上高に占める割合も圧縮された（1950年度49%が1961年度には13.1%）。
この期間中の1958年（昭和33年）、東海地方に製鉄所を建設すべく東海製鐵を設立し、新製鉄所建設の準備を開始した。また、鋼管部門へ進出するために三機工業の鋼管部門に出資して富士三機鋼管を設立した。

#### 1960年代前半
1964年東京オリンピックに関連する公共投資や、巨大コンビナート建設や高層ビル建設を始めとする民間投資に支えられ、鉄鋼需要は1960年代も引き続き増加していくだろうと考えられた。これに対応して富士製鐵は1961年度（昭和36年度）から1965年度（昭和40年度）までの計画「第3次合理化」を策定、1965年度に760万トンの粗鋼生産体制を確立することを目標とした。1962年（昭和37年）の不況と1965年の不況（証券不況）の2度の不況で鉄鋼需要が一時的に落ち込む時期があり、それにあわせて工事が一時中断あるいは変更された事例があったが、計画終了年度（1965年度）の粗鋼生産量は717万トン（東海製鐵生産分を含む）となった。
第3次合理化での主な工事は、高炉の新設・改修、平炉の転炉化、圧延設備の増強である。高炉は室蘭製鐵所と東海製鐵に1基ずつ新設されて合計10基となり、高炉新設によって東海製鐵では銑鋼一貫設備が完成した。転炉は広畑製鐵所に続いて室蘭・釜石製鐵所と東海製鐵に導入され、逐次平炉を置き換えている。圧延部門では各種設備の増強に加え、モーターなどに使用される電磁鋼、高層ビルなどに使用されるH形鋼、食缶用ティンフリースチール（クロムめっき鋼板）などの生産体制を整えた。

#### 1960年代後半
証券不況を脱出した日本経済は、その後約5年間好況（いざなぎ景気）を迎えた。好況を背景に鉄鋼需要は引き続き拡大し、それに伴って富士製鐵は第3次合理化に引き続いて1966年度（昭和41年度）以降も設備の合理化を進めた。
合理化の内容は、引き続き各製鉄所における高炉・転炉・圧延設備の拡大である。東海製鐵では1967年（昭和42年）に高圧操業による日産5500トン高炉が完成。富士製鐵に合併され名古屋製鐵所となった後の1969年（昭和44年）にはソ連より導入した超高圧操業によって日産7000トンに達する大型高炉が建設された。同年、釜石製鐵所で平炉が停止し、これで全製鉄所における平炉の転炉への置き換えが完了した。新技術の連続鋳造設備は、1965年（昭和40年）に試験的に室蘭製鐵所に設置され、1969年には本格的な設備が釜石製鐵所に設置された。これらの設備合理化の結果、1969年度には粗鋼生産量が年間1,484万トンに達した。1969年には、1961年に進出を決定していたものの着工が遅れていた大分製鐵所を起工した。この大分製鐵所は、当時普及途上にあった連続鋳造を全面的に採用するという新しい試みの下に建設されることになる。
東海製鐵の吸収合併は、1967年8月に実施された。第3高炉（1969年新設の7000トン高炉）の建設には追加投資が必要だが、その資金調達が富士製鐵と合併したほうが有利なことなどを合併の理由としている。合併によって、東海製鐵の製鉄所は富士製鐵の名古屋製鐵所となった。
東海製鐵との合併に続いて1968年（昭和43年）4月、八幡製鐵と富士製鐵の合併を発表する。日本の鉄鋼業界が成熟段階に入ったことによる需要の伸びの鈍化への対応、資本の集約による過剰な生産の調節、ヨーロッパ諸国における鉄鋼業の再編に対抗し、資本自由化やケネディ・ラウンドによる関税引き下げにも対応しうる国際競争力の確立などの事項を合併の理由としている。これに対し公正取引委員会（公取委）は独占禁止法（独禁法）に違反する疑いがあるとし、翌1969年（昭和44年）5月、合併否認の勧告を行った。独禁法に違反するとされたのは、富士製鐵側では鋼矢板と鉄道用重軌条の分野である。同年10月、富士製鐵は違反の排除計画を公取委に提出。その結果、公取委は富士製鐵と八幡製鐵の合併を認めるに至った。その後、鋼矢板は川崎製鉄への製造技術の提供、重軌条は日本鋼管への製造設備の譲渡と製造技術の提供を行い、独禁法違反を回避した。
1970年（昭和45年）3月31日、富士製鐵と八幡製鐵は合併し、富士製鐵は解散、存続会社となった八幡製鐵が社名を変更して新日鐵が発足した。

### 年表
- 1950年（昭和25年）
  - 4月1日 - 日鐵分割実施、富士製鐵株式會社発足。資本金4億円。社長に永野重雄が就任。工場は輪西製鐵所・釜石製鐵所・広畑製鐵所・川崎製鋼所の4か所。当初の生産可能鋼材品種は、熱延鋼板・熱延帯鋼・中小形形鋼・線材のみ。
  - 4月25日 - 広畑の鋼板工場再開で、厚板の生産を再開。
- 1951年（昭和26年）
  - 4月1日 - 輪西製鐵所を室蘭製鐵所に改称。釜石の大形工場再開で、大形形鋼の生産を再開。
  - 4月11日 - 「制限会社」の適用解除。以降他社への資本参加が相次ぐ。
  - 6月20日 - 資本金を10億円に増資。
- 1952年（昭和27年）
  - 5月30日 - 40億円に増資。
  - 7月1日 - 42億円に増資。
  - 10月 - 鉄道用重軌条の生産を開始。
- 1954年（昭和29年）
  - 2月11日 - 冷延鋼板・冷延帯鋼の生産を開始。
  - 6月28日 - 富士セメント（現・日鉄住金セメント）を設立。
  - 7月18日 - 室蘭製鐵所、輪西町工場の高炉を停止し、高炉を仲町工場に集約。
  - 11月22日 - 溶融亜鉛めっき鋼板の生産を開始。
- 1955年（昭和30年）
  - 7月9日 - 84億円に増資。
- 1957年（昭和32年）
  - 1月30日 - 130億円に増資。
  - 4月1日 - 熱漬ブリキの生産を開始。
  - 5月14日 - 軽量形鋼の生産を開始。
- 1958年（昭和33年）
  - 6月4日 - 電気ブリキの生産を開始。
  - 7月10日 - 200億円に増資。
  - 9月1日 - 東海製鐵を設立。
- 1959年（昭和34年）
  - 11月 - 高張力鋼の生産を開始。
- 1960年（昭和35年）
  - 1月30日 - 330億円に増資。
  - 10月 - 富士三機鋼管を設立。
  - 11月1日 - 広畑製鐵所に会社初の転炉を新設。
- 1961年（昭和36年）
  - 2月10日 - 電気亜鉛めっき鋼板の生産を開始。
  - 4月1日 - 500億円に増資。
  - 5月 - 電磁鋼板の本格生産を開始。
  - 10月28日 - 東海製鐵、工場操業開始。
  - 12月12日 - クロムめっき鋼板の生産を開始。
- 1962年（昭和37年）
  - 3月15日 - 富士製鐵ビルヂング竣工
  - 3月26日 - 750億円に増資。
- 1964年（昭和39年）
  - 9月5日 - 東海製鐵、高炉操業開始。
- 1965年（昭和40年）
  - 4月1日 - 820億1千万円に増資。
  - 7月10日 - 室蘭製鐵所で連続鋳造設備が稼動を開始。
- 1967年（昭和42年）
  - 8月1日 - 東海製鐵を吸収合併、名古屋製鐵所が発足。
  - 9月28日 - 1020億円に増資。
- 1968年（昭和43年）
  - 4月17日 - 八幡製鐵との合併を発表。
- 1969年（昭和44年）
  - 3月 - 釜石製鐵所で平炉停止。これにより、全平炉の転炉化が完了。
  - 9月1日 - 富士三機鋼管の販売部門を移管。
  - 12月5日 - 大分製鐵所起工。
- 1970年（昭和45年）
  - 3月31日 - 八幡製鐵と合併し解散、新日本製鐵株式會社（新日鐵）発足。

## 事業

### 鉄鋼事業
主力の事業は、鉄鋼の製造・販売を主力とする鉄鋼事業である。
製造する鋼材は、鋼板類（厚板・熱延薄板・冷延薄板・めっき鋼板など）と条鋼類（棒鋼・線材・形鋼・鋼矢板・軌条など）、薄板加工品（軽量形鋼）である。鋼管の製造は行わなかったが、1969年（昭和44年）に子会社の鋼管メーカーから販売部門を移管して以降は販売を行っていた。鋼種には普通鋼のほか電磁鋼・高張力鋼・耐候性鋼などがあった。また、鋳物用の銑鉄の生産も行っていた。
以上の製品を生産する工場として、以下の5工場を構えていた。括弧内には所在地を示した。
- 室蘭製鐵所（北海道室蘭市仲町）
- 釜石製鐵所（岩手県釜石市鈴子町）
- 広畑製鐵所（兵庫県姫路市広畑区富士町）
- 名古屋製鐵所（愛知県東海市東海町）
- 川崎製鋼所（神奈川県川崎市大師河原）

このほか大分県において新製鉄所を起工したが、操業開始は新日鉄発足後の1971年（昭和46年）となった。これが大分製鐵所である。
研究拠点の研究所（中央研究所）は、神奈川県相模原市淵野辺5丁目に置かれた。この跡地は現在では青山学院大学の相模原キャンパスとなっている。

### 化学事業
コークスを製造する際に発生するコールタールなどを原料とする石炭化学事業を展開していた。八幡製鐵では化学部門を八幡化学工業（現・日鉄ケミカル&マテリアル）として分離するが、富士製鐵では分離されなかった。
拠点はコークスを生産するコークス炉が置かれていた工場、すなわち高炉のある室蘭・釜石・広畑・名古屋の各製鉄所である。室蘭・釜石・広畑ではコールタールの蒸留を行いベンゼン・フェノール・ナフタレン・ピッチなど化成品の生産を行ったが、1960年代に石油化学が主流となり石炭化学が競争力を低下させていたために、名古屋ではコールタール蒸留設備は建設されていない。硫酸アンモニウムは全製鉄所で回収された。

### 建設事業
1962年（昭和37年）10月に建設業法に基づく登録を行い、建設業者となった。開発した鋼製建築材料や工法を市場に定着させ、拡大させることを目的とした。
1963年（昭和38年）に鋼管杭打工事・水道配管工事を受注、1965年（昭和40年）にはH形鋼による橋梁架設工事を受注した。ケーブルを使用する吊り橋の分野にも進出し、1970年（昭和45年）には他社と共同で関門橋の架設工事を受注した。鋼構造建造物の建設は1967年（昭和42年）ごろから本格化し、1969年（昭和44年）には「太陽の塔」の工事も受注している。

## 歴代社長
富士製鐵のトップは「社長」で、20年間で永野重雄のみである。永野は日鉄の常務取締役を務めており、新日鉄発足後は同社会長に就任した。なお、富士製鐵には会長職は存在していない。また、通産官僚出身の山本高行が永野の後任社長含みで入社したが、のち急逝した。

## 関係会社
前身の日鉄は解体の過程で持ち株をすべて手放していたため、富士製鐵発足時に日鉄から継承した他社の株式は皆無であった。また後継会社も日鉄と同様に「制限会社」に指定されたため、しばらくは他社の株式は保有できないままでいた。日鉄の制限会社の指定が解除されたのは1951年（昭和26年）4月で、それ以降富士製鐵は製品の需要家や原料の取り引きのある会社、関連事業を展開する会社などに出資し、企業グループを形成した。
主な出資企業は以下のとおりである。現在でも新日鉄が出資する企業が多い。

### 高炉メーカー
- 東海製鐵株式會社 - 1958年（昭和33年）9月設立。名古屋製鐵所を運営。1967年（昭和42年）8月富士製鐵が吸収合併。

### 製品の需要家
- 日本金属産業株式会社 - 1951年（昭和26年）1月資本参加。鋼板2次加工メーカー。現・日本金属。
- 東芝鋼管株式会社 -  1952年（昭和27年）12月資本参加。東芝系の鋼管メーカー。現・日鉄鋼管。
- 山陽製鋼株式会社 - 1953年（昭和28年）資本参加。特殊鋼メーカー。現・山陽特殊製鋼。
- 大鐵工業株式会社 - 1955年（昭和30年）1月資本参加。単圧メーカー（1960年以降は電気炉メーカー）。大阪製鐵の前身。
- 大同製鋼株式会社 - 1955年12月資本参加。特殊鋼メーカー。現・大同特殊鋼。
- 大同鋼板株式会社 - 1957年（昭和32年）1月資本参加。めっき鋼板メーカー。現・日鉄鋼板。
- 大和製鋼株式会社 - 1957年3月資本参加。平炉メーカー。大鐵工業と同じく大阪製鐵の前身。
- 富士溶接棒株式会社 - 1959年（昭和34年）3月資本参加。溶接材料メーカー。現・日鉄溶接工業。
- 富士三機鋼管株式会社 - 1960年（昭和35年）10月資本参加。元々は三機工業の鋼管部門。1971年（昭和46年）に新日鉄が吸収合併。
- 大洋製鋼株式会社 - 1961年（昭和36年）9月、大阪造船所（現・ダイゾー）と共同で設立。めっき鋼板メーカー。現・日鉄鋼板。
- 東海ドラム株式会社 - 1968年（昭和43年）8月資本参加。ドラム缶メーカー。現・日鉄ドラム。

### 原材料関連
- 日鉄鉱業株式会社 - 1952年8月資本参加。鉱業業者。かつては日鉄の完全子会社であった。
- 播磨耐火煉瓦株式会社 - 1952年5月資本参加。耐火物メーカー。日鉄の継承会社の一つで、煉瓦工場を移管するなどの関係があった。現・黒崎播磨。

### 関連事業
- 富士セメント株式会社 - スラグを有効活用して高炉セメントを製造するために磐城セメント（現・住友大阪セメント）と共同で1954年（昭和29年）6月設立。現・日鉄セメント。
- 製鉄化学工業株式会社 - コークス炉ガスを有効活用し肥料などを製造するために住友化学工業（現・住友化学）と共同で1960年6月設立。現・住友精化。
- 富士鐵企業株式会社 - 1961年4月設立。不動産業者。現・日鉄興和不動産。
- 大分共同火力株式会社 - 電力供給を目的として九州電力と共同で1969年（昭和44年）11月設立。現・九州共同発電。

## スポーツ
- 社会人野球
  - 富士製鐵室蘭
  - 富士製鐵釜石
  - 富士製鐵名古屋
  - 富士製鐵広畑